# 笠原寄居蟹属
笠原寄居蟹属（学名：Boninpagurus）为寄居蟹科的一个属。

## 下属物种
本属包括以下物种：
- 毛足笠原寄居蟹 Boninpagurus pilosipes (Stimpson, 1858)